# Postcarico
Il postcarico è la tensione ventricolare durante la sistole, cioè la somma di tutte le resistenze che si oppongono allo svuotamento.
Aumenta in caso di riduzione del calibro dei vasi a valle (con aumento delle resistenze periferiche) o in caso di aumento del volume ematico a valle. Maggiore il postcarico, maggiore diviene il lavoro cardiaco.

## Resistenza
Le resistenze che si incontrano sono dovute alla quantità di sangue che si trova nel sistema vascolare e la diminuzione del raggio delle pareti dei vasi sanguigni arteriosi.